# Olsztyńskie Spotkania Teatralne
Olsztyńskie Spotkania Teatralne – cykliczny festiwal organizowany przez Teatr im. Stefana Jaracza w Olsztynie.
Dotychczas odbyły się XXII edycje festiwalu, ostatnia miała miejsce w dniach 15-22 marca 2014.Teatralna liga mistrzów. Festiwal nie ma konkretnego przesłania. Na deskach Teatru Jaracza, w trakcie "Spotkań" zobaczyć można wszystkie gatunki teatralne - dramat, komedię, monodram, pantomimę, operę, teatry tańca.  Na deskach olsztyńskiego teatru wystąpili m.in. aktorzy Teatru Montownia w Warszawie, Teatru Polskiego we Wrocławiu, Teatru im. Stefana Jaracza w Łodzi, Teatru Narodowego w Warszawie, Teatru Wierszalin w Supraślu, Teatru Studio w Warszawie, Teatru Wybrzeże w Gdańsku, Teatru Współczesnego w Szczecinie czy Teatru Nowego w Poznaniu.